# Constantino Cabal
Constantino Cabal Rubiera (Oviedo, 1877 - 1967) fue periodista y escritor, así como uno de los folkloristas asturianos más destacados de su época.

## Biografía
Constantino Cabal nace en Oviedo en el seno de una familia obrera[1]. Ahí inicia su educación en el Seminario, donde pronto se descubre su afición y talento por la escritura. Comienza su trayectoria periodística en El Zurriago Social y El Carbayón. El primero es un semanario satírico creado por el canónigo Maximiliano Arboleya para defender el catolicismo social y servir de complemento al segundo, un periódico también bajo la influencia de dicho canónigo. Por entonces escribe sus primeras novelas, Psiquis y Memorias de un enfermo.
Las dificultades económicas familiares le impiden realizar estudios superiores y emigra a Cuba en 1905. Allí, conoce a la escritora cubana Mercedes Valero Valdés, con quien contrae matrimonio. Ejerce como primer redactor del influyente periódico de La Habana Diario de la Marina. En 1907 publica su poemario Del amor.
Durante varios años se desplazará constantemente entre España y Cuba, moviéndose así mismo entre Madrid y Asturias. El inicio de la Primera Guerra Mundial coincide con su regreso definitivo a España. Desde Madrid, como corresponsal del periódico, cubrirá el conflicto para el diario cubano. En la capital de España, trabaja en la imprenta La Voluntad. También inicia su actividad historiográfica con visitas a diversos archivos. De su época madrileña son las entrevistas a diversos escritores e intelectuales, que serán reunidas y publicadas, en 1919, bajo el título de  El libro de cómo se hacen todas las cosas.
De 1917 a 1918 se establece en Cangas de Onís y, este último año, publica Covadonga: estudio histórico-crítico, con motivo de la celebración del duodécimo centenario de la batalla, libro que se reeditará en 1924[2]. Más adelante pasa otros años en Madrid, pero se instala nuevamente en Asturias en 1925 para dirigir el diario Región, un periódico de ideología católico-conservadora fundado dos años antes. Entre 1928 y 1930 ocupa la dirección de El Día de Palencia, el órgano de la Federación de Sindicatos Católicos-Agrarios de la provincia.
De vuelta a Asturias y bajo la dictadura de Primo de Rivera, es nombrado, a finales de 1930, director de la Biblioteca Provincial y cronista de Asturias. Durará apenas un año, pues Cabal será destituido de sus puestos tras la proclamación de la II República.
Esta circunstancia le empuja a emigrar a Portugal, pero con el estallido de la Guerra Civil, en 1936, se instalará de nuevo en España hasta 1937, cuando decide regresar a Cuba. Allí cubrirá el conflicto para el periódico en el que trabajaba desde una óptica afín al bando nacional.
Desde 1923 escribe obras dedicadas al folklore, publicando tres volúmenes de La mitología asturiana y dos de Las costumbres asturianas, su significación y sus orígenes, que constituyen su aportación fundamental en este campo.
Con el fin de la Guerra Civil, vuelve a España. Durante la dictadura franquista, goza de gran influencia. Es condecorado y galardonado con varios reconocimientos por parte del régimen, como la Medalla de Oro del Trabajo o la Gran Cruz de Alfonso X el Sabio. También es nombrado Periodista de Honor de España, académico correspondiente de la Real Académica de la Historia y de la Real Academia de Bellas Artes de San Fernando, entre otras distinciones.
Cronista de Asturias, ingresa como miembro de número en el Instituto de Estudios Asturianos (IDEA) y lleva la dirección de su Boletín. El mismo Instituto publica varios volúmenes de su Contribución al diccionario folklórico de Asturias.
Publicó un único libro en lengua asturiana, el poemario L’ alborá de los malvises, en 1944, que fue reeditado en el año 2000 con un prólogo de Xuan Bello. Se considera uno de los libros fundamentales de la literatura en asturiano del siglo XX.

## Estudios de folklore
Constantino Cabal un destacado y prolífico escritor que practicó varios géneros tales como la novela, el teatro o la poesía, esta última tanto en castellano como en asturiano. Como periodista entrevistó y redactó artículos sobre distintos personajes y situaciones relevantes del momento a las que dio voz en los diferentes diarios. Como investigador y ensayista, publicó varios títulos de tipo historiográfico y relativos al folklore de Asturias. Su mayor aportación será en este último campo[3].
Cabal tenía una ideología conservadora que no ocultaba en sus escritos, así como un talante inclinado a la polémica. Su periodo como emigrante en Cuba alimentó la nostalgia hacia su patria chica, que acabaría proyectando como una aproximación idealizada a Asturias, de su tradición y de sus gentes.
Su largo disentimiento intelectual con el historiador Julio Somoza, que se agudizó tras una dura crítica de este a su obra Covadonga. Estudio histórico-crítico, condicionó su trayectoria. Durante aquellos años existía un debate sobre la veracidad histórica de la batalla; mientras que Cabal defendía su autenticidad, Somoza mantenía su carácter legendario. Su consideración de la postura de Somoza como un ataque a las esencias patrias lo mueve a idear un proyecto ambicioso: publicar veinte volúmenes para defender Asturias y desarrollar su historia. Como los documentos le resultan insuficientes, vuelve la mirada a las fuentes orales, lo que le lleva al estudio del folklore.
Cuando se halla instalado en Cangas de Onís, inicia su trabajo de campo por la zona oriental de Asturias. Su primer acercamiento a este tema se ve influido por la trayectoria de otro folklorista contemporáneo suyo, Aurelio de Llano. En sus inicios, se ve una marcada influencia en su obra tanto en temas como en títulos. Publica Del folklore de Asturias: cuentos, leyendas y tradiciones en 1923 y Cuentos tradicionales asturianos el año siguiente.
En su segunda etapa, más madura, cabe destacar dos grupos temáticos, uno titulado genéricamente La mitología asturiana y otro, Las costumbres asturianas, su significación y sus orígenes. El primero está compuesto por tres libros: Los dioses de la muerte y Los dioses de la vida, editados en 1925, y El sacerdocio del diablo, en 1928. El segundo, por El Individuo y por La familia, la vivienda, los oficios primitivos, publicados respectivamente en 1925 y 1931.
Constantino Cabal fue una voz imprescindible del folklore asturiano de los años veinte y treinta, que tuvo proyección fuera de Asturias. Colaboró en Folklore y costumbres de España, una obra colectiva de tres volúmenes publicada  en 1931 que se desenvuelve bajo la dirección de F. Carreras y Candi, con el artículo “Mitología ibérica”. Formó parte de la red de colaboradores del Museo del Pueblo Español, dirigido por Luis de Hoyos y con sede en Madrid. También presentó dos comunicaciones al congreso Internacional de Artes Populares de Praga, celebrado en 1928.

Otra empresa, muy ambiciosa, realizada ya en época franquista, fue la Contribución al diccionario folklórico de Asturias, de la que llegó a publicar seis volúmenes, el último de los cuales va de las palabras “apodo” a “arriero”.

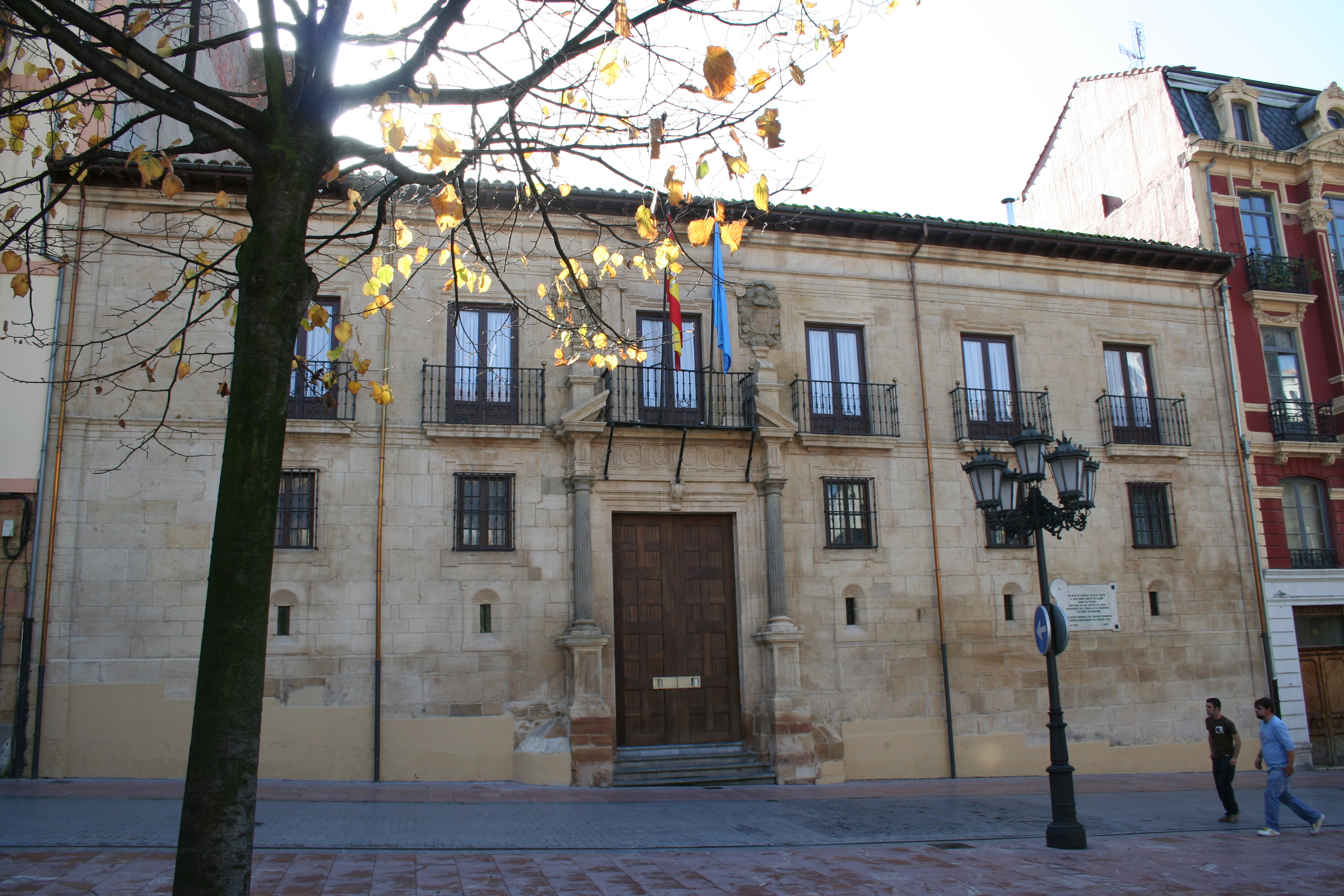
Palacio del conde de Toreno en Oviedo sede del IDEA.

La obra de Cabal en el ámbito del folklore se caracteriza por poseer un fuerte carácter literario y por su peculiaridad compositiva, con digresiones  y mezcla de géneros. Su limitado repertorio de informantes lo compensa con fuentes bibliográficas en las que incluye a autores clásicos. Esta forma de expresarse que se desliza desde el ensayo a la literatura creativa, al igual que la divulgación de hipótesis sin base fundamentada, le acarreó numerosas críticas una vez que se revisa su obra en época democrática y se reedita su obra sobre mitología. Frente a quienes señalan su escaso rigor científico, otros destacan aspectos positivos, como el esmero en la recogida de datos y su voluntad de interpretación relacionando los datos locales con otros, europeos o de época primitiva, así como su valiosa documentación en el ámbito de los estudios de mitología..

## Obra creativa
Historia
- Covadonga: estudio histórico-crítico (1918)
- Alfonso II el Casto (1943)
- La divina peregrina (los ritmos de Covadonga) (1948)
- La Asturias que venció a Roma. Estudio histórico-crítico (1953)

Folklore
- Del folklore de Asturias: cuentos, leyendas y tradiciones (1923)
- La mitología asturiana. Los dioses de la muerte (1925)
- La mitología asturiana. Los dioses de la vida (1925)
- La mitología asturiana. El sacerdocio del diablo (1928)
- Las costumbres asturianas, su significación y sus orígenes. El Individuo. (1925)
- Las costumbres asturianas, su significación y sus orígenes.  La familia, la vivienda, los oficios primitivos (1931)
- Contribución al diccionario folklórico de Asturias (1951-56)

Narrativa
- Psiquis
- Memorias de un enfermo
- Cuentos bárbaros (1957)

Teatro
- Los osos
- La presa de las águilas (1924)
- La sementera de sal (1945)
- Capitán de romancero (1949)
- Magestad
- La hora del yunque

Poesía
- Del amor (1907)
- L’ alborá de los malvises (1944)

Entrevistas
- El libro de cómo se hacen todas las cosas (1919)